# Eliminatórias da Copa do Mundo FIFA de 2018 - África
A zona africana das Eliminatórias da Copa do Mundo FIFA de 2018 foi disputada entre 7 de outubro de 2015 e 14 de novembro de 2017. Cinco seleções se classificaram para a Copa do Mundo FIFA de 2018.

## Formato
O formato seguiu a seguinte estrutura:
- Primeira fase: as 26 piores equipes africanas, de acordo com o ranking da FIFA, se enfrentaram em play-offs de ida e volta, definidos por sorteio. As 13 equipes vencedoras de cada duelo se qualificaram para a segunda fase.

- Segunda fase: 40 equipes (as 27 mais bem colocadas e as 13 vencedoras da primeira fase) se enfrentaram em play-offs de ida e volta, definidos por sorteio. Os 20 vencedores seguiram para a terceira fase

- Terceira fase: os 20 clubes restantes jogaram uma fase de grupos, com cinco grupos e quatro participantes em cada grupo. Os clubes jogaram todos contra todos em partidas de ida e volta. O primeiro colocado de cada grupo se classificou para a Copa do Mundo FIFA de 2018.

## Participantes
Das 54 seleções filiadas à Confederação Africana de Futebol, 53 estiveram aptas a participar das eliminatórias. O  Zimbabwe foi suspenso pela FIFA e não participou. Entre parênteses, segue a posição no Ranking da FIFA de 12 de fevereiro de 2015 de cada seleção:
| - África do Sul (56) - Argélia (18) - Angola (84) - Benim (95) - Botsuana (105) - Burquina Fasso (68) - Burundi (124) - Costa do Marfim (20) - Camarões (45) - Cabo Verde (35) - Chade (146) - Comores (174) - Congo (49) - Djibouti (206) - Egito (57) - Eritreia (202) - Etiópia (102) - Gabão (58) | - Gâmbia (169) - Gana (25) - Guiné (43) - Guiné Equatorial (49) - Guiné-Bissau (138) - Quénia (116) - Lesoto (125) - Libéria (115) - Líbia (112) - Madagascar (148) - Malawi (93) - Mali (53) - Mauritânia (123) - Maurícia (190) - Marrocos (88) - Moçambique (90) - Namíbia (111) - Níger (118) | - Nigéria (42) - RD Congo (46) - República Centro-Africana (145) - Ruanda (72) - São Tomé e Príncipe (174) - Senegal (36) - Seicheles (177) - Serra Leoa (86) - Somália (204) - Sudão do Sul (189) - Sudão (112) - Essuatíni (165) - Tanzânia (107) - Togo (75) - Tunísia (26) - Uganda (76) - Zâmbia (60) |

## Sorteio
O ranking da FIFA de julho de 2015 foi usado para definir a distribuição das seleções nas duas primeiras fases, onde os confrontos foram conhecidos no sorteio realizado no São Petersburgo Rússia a 25 de julho de 2015.
Equipes posicionadas entre 1 e 27 no ranking da FIFA de julho de 2015 entraram na disputa a partir da segunda fase. Equipes ranqueadas entre 28 e 53 iniciaram desde a primeira fase, onde doze classificadas avançaram para a segunda fase.
| Entraram na segunda fase (1º ao 27º) | Iniciaram da primeira fase (28º ao 53º) |
| --- | --- |
| 1. Argélia 2. Angola 3. Benim 4. Burquina Fasso 5. Congo 6. Costa do Marfim 7. Camarões 8. RD Congo 9. Cabo Verde 10. Egito 11. Gabão 12. Guiné Equatorial 13. Gana 14. Guiné 15. Líbia 16. Marrocos 17. Mali 18. Moçambique 19. Nigéria 20. África do Sul 21. Ruanda 22. Sudão 23. Senegal 24. Togo 25. Tunísia 26. Uganda 27. Zâmbia | 1. Burundi 2. Botsuana 3. Chade 4. República Centro-Africana 5. Comores 6. Djibouti 7. Eritreia 8. Etiópia 9. Gâmbia 10. Guiné-Bissau 11. Quénia 12. Libéria 13. Lesoto 14. Madagascar 15. Mauritânia 16. Maurícia 17. Malawi 18. Namíbia 19. Níger 20. Seicheles 21. Serra Leoa 22. Sudão do Sul 23. Somália 24. São Tomé e Príncipe 25. Essuatíni 26. Tanzânia |

## Primeira fase
O sorteio para esta fase foi realizado como parte do sorteio preliminar da Copa do Mundo de 2018 em 25 de julho de 2015 em São Petersburgo na Rússia.
| Equipe 1                  | Total    | Equipe 2     | 1.º jogo | 2.º jogo |
| ------------------------- | -------- | ------------ | -------- | -------- |
| Somália                   | 0–6      | Níger        | 0–2      | 0–4      |
| Sudão do Sul              | 1–5      | Mauritânia   | 1–1      | 0–4      |
| Gâmbia                    | 2–3      | Namíbia      | 1–1      | 1–2      |
| São Tomé e Príncipe       | 1–3      | Etiópia      | 1–0      | 0–3      |
| Chade                     | 2–2 (gf) | Serra Leoa   | 1–0      | 1–2      |
| Comores                   | 1–1 (gf) | Lesoto       | 0–0      | 1–1      |
| Djibouti                  | 1–8      | Essuatíni    | 0–6      | 1–2      |
| Eritreia                  | 1–5      | Botsuana     | 0–2      | 1–3      |
| Seicheles                 | 0–3      | Burundi      | 0–1      | 0–2      |
| Libéria                   | 4–2      | Guiné-Bissau | 1–1      | 3–1      |
| República Centro-Africana | 2–5      | Madagascar   | 0–3      | 2–2      |
| Maurícia                  | 2–5      | Quénia       | 2–5      | 0–0      |
| Tanzânia                  | 2–1      | Malawi       | 2–0      | 0–1      |

## Segunda fase
Na segunda fase participaram as 27 seleções colocadas no ranking africano da FIFA e as 13 seleções vencedoras da primeira fase. Os 20 vencedores avançaram para a terceira fase.
| Equipe 1   | Total         | Equipe 2         | 1.º jogo | 2.º jogo  |
| ---------- | ------------- | ---------------- | -------- | --------- |
| Níger      | 0–3           | Camarões         | 0–3      | 0–0       |
| Mauritânia | 2–4           | Tunísia          | 1–2      | 1–2       |
| Namíbia    | 0–3           | Guiné            | 0–1      | 0–2       |
| Etiópia    | 4–6           | Congo            | 3–4      | 1–2       |
| Chade      | 1–4           | Egito            | 1–0      | 0–4       |
| Comores    | 0–2           | Gana             | 0–0      | 0–2       |
| Essuatíni  | 0–2           | Nigéria          | 0–0      | 0–2       |
| Botsuana   | 2–3           | Mali             | 2–1      | 0–2       |
| Burundi    | 4–5           | RD Congo         | 2–3      | 2–2       |
| Libéria    | 0–4           | Costa do Marfim  | 0–1      | 0–3       |
| Madagascar | 2–5           | Senegal          | 2–2      | 0–3       |
| Quénia     | 1–2           | Cabo Verde       | 1–0      | 0–2       |
| Tanzânia   | 2–9           | Argélia          | 2–2      | 0–7       |
| Sudão      | 0–3           | Zâmbia           | 0–1      | 0–2       |
| Líbia      | 4–1           | Ruanda           | 1–0      | 3–1       |
| Marrocos   | 2–1           | Guiné Equatorial | 2–0      | 0–1       |
| Moçambique | 1–1 (3–4 pen) | Gabão            | 1–0      | 0–1 (pro) |
| Benim      | 2–3           | Burquina Fasso   | 2–1      | 0–2       |
| Togo       | 0–4           | Uganda           | 0–1      | 0–3       |
| Angola     | 1–4           | África do Sul    | 1–3      | 0–1       |

## Terceira fase
Participaram da terceira fase as 20 seleções vencedoras das partidas da segunda fase. As 20 seleções foram divididas em 5 grupos contendo 4 equipes. A primeira equipe de cada grupo se qualificou para a Copa do Mundo de 2018. O sorteio para esta fase ocorreu em 24 de junho de 2016.
|  | Equipes qualificadas para a Copa do Mundo de 2018 |

### Grupos

#### Grupo A
| Pos | Equipe   | Pts | J | V | E | D | GP | GC | SG | Classificado                                     |     | TUN | COD | LBY | GUI |
| --- | -------- | --- | - | - | - | - | -- | -- | -- | ------------------------------------------------ | --- | --- | --- | --- | --- |
| 1   | Tunísia  | 14  | 6 | 4 | 2 | 0 | 11 | 4  | +7 | Equipe classificada a Copa do Mundo FIFA de 2018 |     | —   | 2–1 | 0–0 | 2–0 |
| 2   | RD Congo | 13  | 6 | 4 | 1 | 1 | 14 | 7  | +7 |                                                  |     | 2–2 | —   | 4–0 | 3–1 |
| 3   | Líbia    | 4   | 6 | 1 | 1 | 4 | 4  | 10 | −6 |                                                  | 1–0 | 1–2 | —   | 0–1 |     |
| 4   | Guiné    | 3   | 6 | 1 | 0 | 5 | 6  | 14 | −8 |                                                  | 1–4 | 1–2 | 3–2 | —   |     |

#### Grupo B
| Pos | Equipe   | Pts | J | V | E | D | GP | GC | SG | Classificado                                     |     | NGA | ZAM | CMR | ALG |
| --- | -------- | --- | - | - | - | - | -- | -- | -- | ------------------------------------------------ | --- | --- | --- | --- | --- |
| 1   | Nigéria  | 13  | 6 | 4 | 1 | 1 | 11 | 6  | +5 | Equipe classificada a Copa do Mundo FIFA de 2018 |     | —   | 1–0 | 4–0 | 3–1 |
| 2   | Zâmbia   | 8   | 6 | 2 | 2 | 2 | 8  | 7  | +1 |                                                  |     | 1–2 | —   | 2–2 | 3–1 |
| 3   | Camarões | 7   | 6 | 1 | 4 | 1 | 7  | 9  | −2 |                                                  | 1–1 | 1–1 | —   | 2–0 |     |
| 4   | Argélia  | 4   | 6 | 1 | 1 | 4 | 6  | 10 | −4 |                                                  | 3–0 | 0–1 | 1–1 | —   |     |

1. ↑  A FIFA concedeu à Argélia uma vitória por 3–0 como resultado da Nigéria colocar em campo o jogador inelegível Shehu Abdullahi, depois que a partida terminou com um empate de 1–1. Abdullahi não cumpriu uma suspensão de um jogo depois de receber dois cartões amarelos na competição de qualificação.[10]

#### Grupo C
| Pos | Equipe          | Pts | J | V | E | D | GP | GC | SG  | Classificado                                     |     | MAR | CIV | GAB | MLI |
| --- | --------------- | --- | - | - | - | - | -- | -- | --- | ------------------------------------------------ | --- | --- | --- | --- | --- |
| 1   | Marrocos        | 12  | 6 | 3 | 3 | 0 | 11 | 0  | +11 | Equipe classificada a Copa do Mundo FIFA de 2018 |     | —   | 0–0 | 3–0 | 6–0 |
| 2   | Costa do Marfim | 8   | 6 | 2 | 2 | 2 | 7  | 5  | +2  |                                                  |     | 0–2 | —   | 1–2 | 3–1 |
| 3   | Gabão           | 6   | 6 | 1 | 3 | 2 | 2  | 7  | −5  |                                                  | 0–0 | 0–3 | —   | 0–0 |     |
| 4   | Mali            | 4   | 6 | 0 | 4 | 2 | 1  | 9  | −8  |                                                  | 0–0 | 0–0 | 0–0 | —   |     |

#### Grupo D
| Pos | Equipe         | Pts | J | V | E | D | GP | GC | SG | Classificado                                     |     | SEN | BFA | CPV | RSA |
| --- | -------------- | --- | - | - | - | - | -- | -- | -- | ------------------------------------------------ | --- | --- | --- | --- | --- |
| 1   | Senegal        | 14  | 6 | 4 | 2 | 0 | 10 | 3  | +7 | Equipe classificada a Copa do Mundo FIFA de 2018 |     | —   | 0–0 | 2–0 | 2–1 |
| 2   | Burquina Fasso | 9   | 6 | 2 | 3 | 1 | 10 | 6  | +4 |                                                  |     | 2–2 | —   | 4–0 | 1–1 |
| 3   | Cabo Verde     | 6   | 6 | 2 | 0 | 4 | 4  | 12 | −8 |                                                  | 0–2 | 0–2 | —   | 2–1 |     |
| 4   | África do Sul  | 4   | 6 | 1 | 1 | 4 | 7  | 10 | −3 |                                                  | 0–2 | 3–1 | 1–2 | —   |     |

1. ↑  A FIFA ordenou que a partida entre Senegal e África do Sul seja disputada novamente após o Tribunal Arbitral do Esporte confirmar a suspensão por toda a vida do árbitro da partida Joseph Lamptey. Originalmente a partida terminou 2–1 para a África do Sul.[11]

#### Grupo E
| Pos | Equipe | Pts | J | V | E | D | GP | GC | SG | Classificado                                     |     | EGY | UGA | GHA | CGO |
| --- | ------ | --- | - | - | - | - | -- | -- | -- | ------------------------------------------------ | --- | --- | --- | --- | --- |
| 1   | Egito  | 13  | 6 | 4 | 1 | 1 | 8  | 4  | +4 | Equipe classificada a Copa do Mundo FIFA de 2018 |     | —   | 1–0 | 2–0 | 2–1 |
| 2   | Uganda | 9   | 6 | 2 | 3 | 1 | 3  | 2  | +1 |                                                  |     | 1–0 | —   | 0–0 | 1–0 |
| 3   | Gana   | 7   | 6 | 1 | 4 | 1 | 7  | 5  | +2 |                                                  | 1–1 | 0–0 | —   | 1–1 |     |
| 4   | Congo  | 2   | 6 | 0 | 2 | 4 | 5  | 12 | −7 |                                                  | 1–2 | 1–1 | 1–5 | —   |     |